# Liste d'écrivains sud-africains
Cette liste recense les écrivains sud-africains notoires. La littérature sud-africaine est très diversifiée. Les œuvres sont publiées en différentes langues (dont l'anglais, l'afrikaans, le zoulou, le xhosa, le venda, etc.), et plusieurs auteurs disposent d'une notoriété internationale, qui se concrétise notamment par des écrivains ayant reçu un prix Nobel de littérature.

## A
- Lionel Abrahams (1928–2004)
- Peter Abrahams (1919-2017)
- Wilna Adriaanse (née en 1958)
- Tatamkhulu Afrika (1920–2002), né en Égypte
- Hennie Aucamp (1934-2014)
- Diane Awerbuck (née en 1974)

## B
- C. Johan Bakkes (né en 1956)
- Christiaan Bakkes (né en 1965)
- Margaret Bakkes (née en 1931)
- Shabbir Banoobhai (né en 1949)
- Lesley Beake (née en 1949)
- Mark Behr (né en 1963), Afrique du Sud/Tanzanie
- Dricky Beukes (1918–1999)
- Lauren Beukes (née en 1976)
- Troy Blacklaws (né en 1965)
- François Bloemhof (né en 1962)
- Harry Bloom (1913-1981)
- Elleke Boehmer (née en 1961)
- Stella Blakemore (1906-1991)
- William Bolitho Ryall (1891–1930), auteur et biographe
- Diphete Bopape (né en 1957)
- Herman Charles Bosman (1905–1951)
- Alba Bouwer (née en 1920)
- Johanna Brandt (1876–1964)
- Breyten Breytenbach (né en 1939)
- André Brink (né en 1935)
- Andrew Brown (auteur) (né vers 1960)
- Dennis Brutus (1924-2009)
- Guy Butler (1918–2001)

## C–D
- Roy Campbell (1901–1957)
- Justin Cartwright (1943-2018)
- Cecile Cilliers (1933–2018)
- Stuart Cloete (1897–1976)
- J. M. Coetzee (né en 1940), prix Nobel 2003
- Bryce Courtenay (1933–2012)
- Jeremy Cronin (né en 1949)
- Patrick Cullinan (né en 1932)
- Achmat Dangor (né en 1948)
- Ingrid de Kok (née en 1951)
- Phillippa Yaa de Villiers (née en 1966)
- Rolfes Robert Reginald Dhlomo (1901–1971)
- Sandile Dikeni (né en 1966)
- Modikwe Dikobe (né en 1913)
- Finuala Dowling (née en 1962)
- Graham Downs (né en 1980)
- K. Sello Duiker (1974–2005)

## E–G
- Tony Eprile, né à Johannesbourg, vivant aux États-Unis
- Ahmed Essop (né en 1931)
- Elisabeth Eybers (1915–2007)
- Mary Faulkner (1903–1973)
- Ruth First (1925–1982)
- James Percy FitzPatrick (1862–1931)
- Charles J. Fourie (né en 1965)
- Dave Freer (né en 1959)
- Athol Fugard (né en 1932)
- Sheila Fugard (née en Angleterre en 1932)
- Marius Gabriel (né en 1954)
- Damon Galgut (né en 1963)
- Jeanne Goosen, née en 1938
- Nadine Gordimer (née en  1923), prix Nobel 1991
- Stephen Gray (born 1941)
- Mafika Gwala (né en 1946)

## H–J
- Megan Hall (née en 1972)
- Joan Hambidge (née en 1956)
- Greg Hamerton (né en 1973)
- Bessie Head (1937–1986),
- Cat Hellisen (née en 1977)
- Manu Herbstein (né en 1936)
- Craig Higginson (né en 1971)
- Christopher Hope (né en 1944)
- Emma Huismans (née en 1947)
- Robin Hyde (1906–1939), née en Afrique du Sud mais habituellement considérée comme une femme de lettres de Nouvelle-Zélande,
- Mhlobo Jadezweni (né en 1954)
- Geoffrey Jenkins (1920-2001)
- Ingrid Jonker (1933–1965)
- Archibald Campbell Jordan (1906–1968)
- Elsa Joubert (1922–2020)
- Gideon Joubert (1923–2010)
- Amy Jephta (1980 ?)

## K–L
- Ronelda Kamfer (née en 1981)
- John Christoffel Kannemeyer (1939–2011)
- Farida Karodia (née en 1942)
- Anne Kellas (née en 1951 en Afrique du Sud, elle émigre en 1986 en Australie et est souvent considrée comme une femmede lettres australienne)
- Keorapetse Kgositsile (1938–2018)
- Robert Kirby (1936–2007)
- Antjie Krog (née en 1952)
- Peter Krummeck (1947-2013)
- Mazisi Kunene (1930–2006)
- Richard Kunzmann (né en 1976)
- Ellen Kuzwayo (1914–2006)
- Alex La Guma (1925–1985)
- Anne Landsman (née en 1959)
- Mandla Langa (né en 1950)
- Cornelis Jacobus Langenhoven (1873–1932)
- Étienne Leroux (1922–1989)
- Douglas Livingstone (1932–1996), né en Malaisie

## M
- Rozena Maart (née en 1962)
- E. S. Madima (1930 ?)
- Sindiwe Magona (née en 1943)
- Arthur Maimane (1932–2005)
- Angela Makholwa (née en 1976)
- Rian Malan (né en 1954)
- Eugène Marais (1871–1936)
- John Mateer (née en 1971), vit en Australie et souvent classé comme un écrivain australien,
- Mark Mathabane (né en 1981)
- Don Mattera (né en 1935)
- Dalene Matthee (1938–2005)
- James McClure (1939–2006)
- Zakes Mda (né en 1948)
- Deon Meyer (né en 1958)
- Thando Mgqolozana (né en 1983)
- Niq Mhlongo (né en 1973)
- Gcina Mhlope (née en 1959)
- Bloke Modisane (1924–1986)
- Rose Moss (1937)
- Ezekiel Mphahlele (1919–2008)
- Phaswane Mpe (1970-2004)
- Samuel Edward Krune Mqhayi (1875–1945)
- Lidudumalingani Mqombothi
- Oswald Mtshali (né en 1940)
- Ena Murray (née en 1936)
- Vusamazulu Credo Mutwa (né en 1921)
- Godfrey Mzamane (1909-1977)
- Sifiso Mzobe (né vers 1980)

## N–R
- Njabulo Ndebele (né en 1948)
- Lauretta Ngcobo (née en 1931)
- Lewis Nkosi (1936–2010)
- Duma Ndlovu (né en 1954)
- Arthur Nortje (1942–1970)
- Sibusiso Nyembezi (1919–2000)
- Joy Packer (1905–1977)
- Eve Palmer (1916-1998)
- S.A. Partridge (née en 1982)
- Alan Paton (1903–1988)
- Tony Peake (né en 1951)
- Solomon Plaatje (1876–1932)
- Flaxman Qoopane (1955-2017)
- Christine Qunta (née en 1952)
- Jan Rabie (1920–2001)
- Mary Renault (1905-1983) (Britannique émigrée en Afrique du Sud en 1948)
- Richard Rive (1931–1989)
- Daphne Rooke (1914–2009)
- Henrietta Rose-Innes (née en 1971)
- Eric Rosenthal (1905–1983)

## S
- Albie Sachs (né en 1935), également avocat, et juge
- Ncedile Saule (né vers 1950)
- Karel Schoeman (né en 1939)
- Alan Scholefield (né en 1931)
- Patricia Schonstein (née en 1952)
- Olive Schreiner (1855–1920)
- Sipho Sepamla (1932–2007)
- Mongane Wally Serote (né en 1944)
- Ishtiyaq Shukri (né vers 1970 ?)
- Dan Sleigh (né en 1938)
- Gillian Slovo (née en 1952)
- Adam Small (né en 1936)
- Roger Smith (né en 1960)
- Wilbur Smith (né en 1932)
- Matthys Gerhardus Smith (1914-1985)
- Jason Staggie (né en 1984)
- Willem Steenkamp (né en 1940)
- Sylvester Stein (né en 1920)
- Jonny Steinberg (né en 1970)
- Cynthia Stockley (1873-1936)
- Harold Strachan (né en 1925)
- Barry Streek (1948–2006)

## T–V
- Can Themba (1924–1969)
- Miriam Tlali (née en 1933)
- Totius (1877-1953)
- Nathan Trantraal (né en 1983)
- Antony Trew (1906-1996)
- John van de Ruit (né en 1975)
- Laurens van der Post (1906–1996)
- Etienne van Heerden (né en 1956)
- John van Melle (1887–1953), né aux Pays-Bas, vivant en Afrique du Sud à parir de 1906.
- Marlene van Niekerk (née en 1954)
- F.A. Venter (1916-1997)
- Benedict Vilakazi (1906–1947)
- Lettie Viljoen (née en 1948)
- A.G. Visser (1878–1929)
- Wayne Visser (né en 1970)
- Ivan Vladislavic (né en 1957)
- Gert Vlok Nel (né en 1963)

## W–Z
- Alf Wannenburgh (1936–2010)
- Zukiswa Wanner (née en 1976)
- Lyall Watson (1939–2008)
- Mary Watson (née en 1975)
- Stephen Watson (1955-2011)
- Zoë Wicomb (née en 1948)
- Rachel Zadok (née en 1972)
- Rose Zwi (1928-2018)

## Chronologie

### Avant 1900
- Olive Schreiner (1855–1920)
- James Percy FitzPatrick (1862–1931)
- Eugène Marais (1871–1936)
- Cornelis Jacobus Langenhoven (1873–1932)
- Cynthia Stockley (1873-1936)
- Samuel Edward Krune Mqhayi (1875–1945)
- Johanna Brandt (1876–1964)
- Solomon Plaatje (1876–1932)
- A.G. Visser (1878–1929)
- John van Melle (1887–1953), né aux Pays-Bas, vivant en Afrique du Sud à parir de 1906.
- William Bolitho Ryall (1891–1930), auteur et biographe
- Stuart Cloete (1897–1976)

### 1900
- Roy Campbell (1901–1957)
- Rolfes Robert Reginald Dhlomo (1901–1971)
- Mary Faulkner (1903–1973)
- Alan Paton (1903–1988)
- Herman Charles Bosman (1905–1951)
- Joy Packer (1905–1977)
- Mary Renault (1905-1983) (Britannique émigrée en Afrique du Sud en 1948)
- Eric Rosenthal (1905–1983)
- Stella Blakemore (1906-1991)
- Robin Hyde (1906–1939), née en Afrique du Sud mais habituellement considérée comme une femme de lettres de Nouvelle-Zélande,
- Archibald Campbell Jordan (1906–1968)
- Antony Trew (1906-1996)
- Laurens van der Post (1906–1996)
- Benedict Vilakazi (1906–1947)
- Godfrey Mzamane (1909-1977)

### 1910
- Harry Bloom (1913-1981)
- Modikwe Dikobe (né en 1913)
- Ellen Kuzwayo (1914–2006)
- Daphne Rooke (1914–2009)
- Matthys Gerhardus Smith (1914-1985)
- Elisabeth Eybers (1915–2007)
- Eve Palmer (1916-1998)
- F.A. Venter (1916-1997)
- Dricky Beukes (1918–1999)
- Guy Butler (1918–2001)
- Peter Abrahams (1919-2017)
- Ezekiel Mphahlele (1919–2008)
- Sibusiso Nyembezi (1919–2000)

### 1920
- Tatamkhulu Afrika (1920–2002), né en Égypte
- Alba Bouwer (née en 1920)
- Geoffrey Jenkins (1920-2001)
- Jan Rabie (1920–2001)
- Sylvester Stein (né en 1920)
- Vusamazulu Credo Mutwa (né en 1921)
- Elsa Joubert (née en 1922)
- Étienne Leroux (1922–1989)
- Nadine Gordimer (née en  1923), prix Nobel 1991
- Gideon Joubert (1923–2010)
- Dennis Brutus (1924-2009)
- Bloke Modisane (1924–1986)
- Can Themba (1924–1969)
- Ruth First (1925–1982)
- Alex La Guma (1925–1985)
- Harold Strachan (né en 1925)
- Lionel Abrahams (1928–2004)
- Rose Zwi (1928-2018)

### 1930
- E. S. Madima (1930 ?)
- Mazisi Kunene (1930–2006)
- Margaret Bakkes (née en 1931)
- Ahmed Essop (né en 1931)
- Lauretta Ngcobo (née en 1931)
- Richard Rive (1931–1989)
- Alan Scholefield (né en 1931)
- Patrick Cullinan (né en 1932)
- Athol Fugard (né en 1932)
- Sheila Fugard (née en Angleterre en 1932)
- Douglas Livingstone (1932–1996), né en Malaisie
- Arthur Maimane (1932–2005)
- Sipho Sepamla (1932–2007)
- Wilbur Smith (né en 1932)
- Cecile Cilliers (1933–2018)
- Bryce Courtenay (1933–2012)
- Ingrid Jonker (1933–1965)
- Miriam Tlali (née en 1933)
- Hennie Aucamp (1934-2014)
- André Brink (né en 1935)
- Don Mattera (né en 1935)
- Albie Sachs (né en 1935), également avocat, et juge
- Manu Herbstein (né en 1936)
- Robert Kirby (1936–2007)
- Ena Murray (née en 1936)
- Lewis Nkosi (1936–2010)
- Adam Small (né en 1936)
- Alf Wannenburgh (1936–2010)
- Bessie Head (1937–1986),
- Rose Moss (1937)
- Jeanne Goosen, née en 1938
- Keorapetse Kgositsile (1938–2018)
- Dalene Matthee (1938–2005)
- Dan Sleigh (né en 1938)
- Breyten Breytenbach (né en 1939)
- John Christoffel Kannemeyer (1939–2011)
- James McClure (1939–2006)
- Karel Schoeman (né en 1939)
- Lyall Watson (1939–2008)

### 1940
- J. M. Coetzee (né en 1940), prix Nobel 2003
- Oswald Mtshali (né en 1940)
- Willem Steenkamp (né en 1940)
- Stephen Gray (1941-)
- Farida Karodia (née en 1942)
- Arthur Nortje (1942–1970)
- Justin Cartwright (1943-2018)
- Sindiwe Magona (née en 1943)
- Christopher Hope (né en 1944)
- Mongane Wally Serote (né en 1944)
- Mafika Gwala (né en 1946)
- Emma Huismans (née en 1947)
- Peter Krummeck (1947-2013)
- Achmat Dangor (né en 1948)
- Zakes Mda (né en 1948)
- Njabulo Ndebele (né en 1948)
- Barry Streek (1948–2006)
- Ingrid Winterbach (Lettie Viljoen)) (née en 1948)
- Zoë Wicomb (née en 1948)
- Shabbir Banoobhai (né en 1949)
- Lesley Beake (née en 1949)
- Jeremy Cronin (né en 1949)

### 1950
- Ncedile Saule (né vers 1950)
- Mandla Langa (né en 1950)
- Ingrid de Kok (née en 1951)
- Anne Kellas (née en 1951 en Afrique du Sud, elle émigre en 1986 en Australie et est souvent considrée comme une femmede lettres australienne)
- Tony Peake (né en 1951)
- Antjie Krog (née en 1952)
- Christine Qunta (née en 1952)
- Patricia Schonstein (née en 1952)
- Gillian Slovo (née en 1952)
- Marius Gabriel (né en 1954)
- Mhlobo Jadezweni (né en 1954)
- Rian Malan (né en 1954)
- Duma Ndlovu (né en 1954)
- Marlene van Niekerk (née en 1954)
- Tony Eprile (1955-), né à Johannesbourg, vivant aux États-Unis
- Flaxman Qoopane (1955-2017)
- Stephen Watson (1955-2011)
- C. Johan Bakkes (né en 1956)
- Joan Hambidge (née en 1956)
- Etienne van Heerden (né en 1956)
- Diphete Bopape (né en 1957)
- Ivan Vladislavic (né en 1957)
- Wilna Adriaanse (née en 1958)
- Deon Meyer (né en 1958)
- Dave Freer (né en 1959)
- Anne Landsman (née en 1959)
- Gcina Mhlope (née en 1959)

### 1960
- Andrew Brown (auteur) (né vers 1960)
- Roger Smith (né en 1960)
- Elleke Boehmer (née en 1961)
- François Bloemhof (né en 1962)
- Finuala Dowling (née en 1962)
- Rozena Maart (née en 1962)
- Mark Behr (né en 1963), Afrique du Sud/Tanzanie
- Damon Galgut (né en 1963)
- Gert Vlok Nel (né en 1963)
- Christiaan Bakkes (né en 1965)
- Troy Blacklaws (né en 1965)
- Charles J. Fourie (né en 1965)
- Phillippa Yaa de Villiers (née en 1966)
- Sandile Dikeni (né en 1966)

### 1970
- Ishtiyaq Shukri (né vers 1970 ?)
- Phaswane Mpe (1970-2004)
- Jonny Steinberg (né en 1970)
- Wayne Visser (né en 1970)
- Craig Higginson (né en 1971)
- John Mateer (née en 1971), vit en Australie et souvent classé comme un écrivain australien,
- Henrietta Rose-Innes (née en 1971)
- Megan Hall (née en 1972)
- Rachel Zadok (née en 1972)
- Greg Hamerton (né en 1973)
- Niq Mhlongo (né en 1973)
- Diane Awerbuck (née en 1974)
- K. Sello Duiker (1974–2005)
- John van de Ruit (né en 1975)
- Mary Watson (née en 1975)
- Lauren Beukes (née en 1976)
- Richard Kunzmann (né en 1976)
- Angela Makholwa (née en 1976)
- Zukiswa Wanner (née en 1976)
- Cat Hellisen (née en 1977)

### 1980
- Amy Jephta (1980 ?)
- Lidudumalingani Mqombothi (1980 ?)
- Graham Downs (né en 1980)
- Sifiso Mzobe (né vers 1980)
- Ronelda Kamfer (née en 1981)
- Mark Mathabane (né en 1981)
- S.A. Partridge (née en 1982)
- Thando Mgqolozana (né en 1983)
- Nathan Trantraal (né en 1983)
- Jason Staggie (né en 1984)

## Sources
- Denise Coussy, « La deuxième naissance des écrivains sud-africains », Le Monde,‎ 13 janvier 1995 (lire en ligne)
- Frédéric Chambon, « La littérature sud-africaine à la recherche d'un nouveau langage », Le Monde,‎ 10 octobre 1997 (lire en ligne)
- La littérature africaine moderne au sud du Sahara, Denise Coussy, Éditions Karthala, 2000
- (en) Southern African Literatures, Michael Chapman, University of Natal Press, 2003
- (en) A History of South African Literature, Christopher Heywood, Cambridge University Press, 2004
- Jean Sévry, Littératures d’Afrique du Sud, Paris, Karthala, 2007 (mention spéciale du Grand prix littéraire d'Afrique noire, 2008)
- Nouveaux Visages de la Littérature Africaine, Bernard de Meyer, Neil ten Kortenaar, Centre for African literary studies, Rodopi, 2009
- « Les lauréats africains du prix Nobel », Le Monde,‎ 7 octobre 2011 (lire en ligne)
- (en) David Attwell et Derek Attridge, The Cambridge history of South African literature, Cambridge University Press, New York, 2011

## Mention de l'utilisation de l'article Wikipedia en langue anglaise
- (en) Cet article est partiellement ou en totalité issu de l’article de Wikipédia en anglais intitulé « List of South African writers » (voir la liste des auteurs).